# Урочище «Хвороща»
Урочище «Хворо́ща» — ботанічна пам'ятка природи загальнодержавного значення в Україні. Розташована у Дубенського району Рівненської області, при східній околиці селища Млинів.
Площа 50 га. Створений 1975 року (перезатверджений 21 листопада 2011 року). Перебуває у віданні ДП «Млинівський лісгосп» (Млинівське лісництво, кв. 42, вид. 1, 5, 8, 9, 10, 11, 12, 15, 17, 19/1).
Охороняється мальовнича ділянка лісового масиву у заплаві та на терасі річки Ікви. У деревостані переважають вільха чорна, ясен, граб, липа, а також рідкісна для Полісся вільха сіра. У підліску дикий хміль. Трав'янистий покрив складається з суниці лісової, медунки лікарської, квасениці, веснівки дволистої, конвалії травневої. Є коручка чемерникоподібна — вид, занесений до Червоної книги України.